# Alderville (Chippewa)
Alderville (Alderville First Nation), jedna od brojnih kanadskih bandi ili 'nacija'  Chippewa Indijanaca. Alderville su porijeklom od Missisauga, koji su nekada živjeli na Bay of Quinte i rijeci St. Lawrence u istočnom Ontariju, odakle su u ranom 19. stoljeću preseljeni u Alderville. 
Današnji rezervat nalazi se na južnoj obali jezera Rice Lake, oko 30 kilometara sjeverno od Cobourga. Suvremena populacija iznosi oko 1.000, od čega oko 300 na rezervatu, a ostali van njega.